# 克利希
克利希（法語：Clichy，法語發音：[kliʃi] ⓘ），有时又称为克利希拉加雷讷（Clichy-la-Garenne，法語發音：[kliʃi la ɡaʁɛn]），法国中北部城市，法兰西岛大区上塞纳省的一个市镇，隶属于楠泰尔区，其市镇面积为3.1平方公里，2022年1月1日时人口数量为65,102人，是该省人口第八多的市镇，在法国城市中排名第91位。
克利希位于上塞纳省东北部，塞纳河右岸，其南部与巴黎17区接壤，是巴黎西北部近郊重要的卫星城，通过巴黎地铁13号线和多条公交线路连接巴黎市区。

## 地名来源

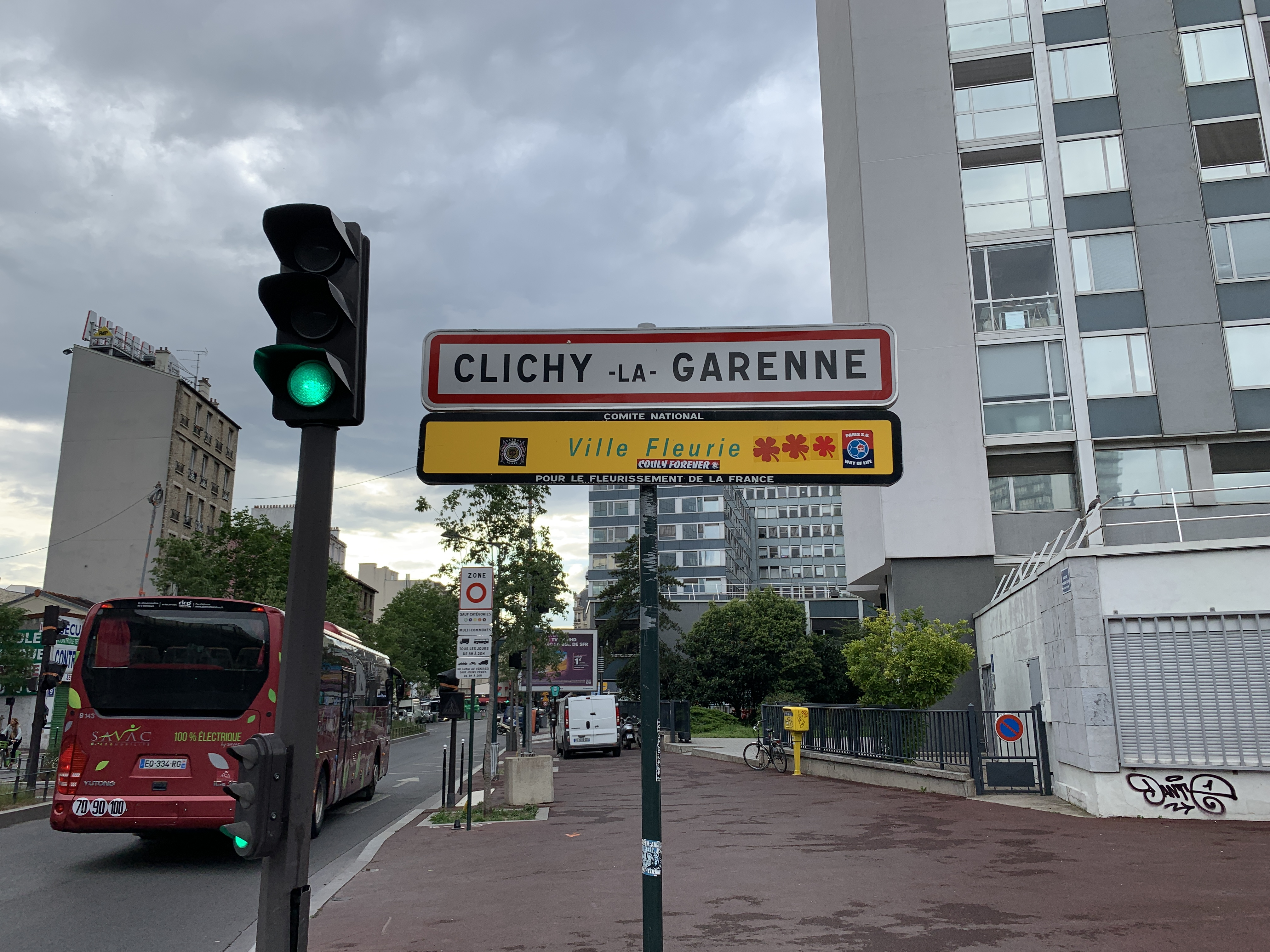
克利希入城路牌

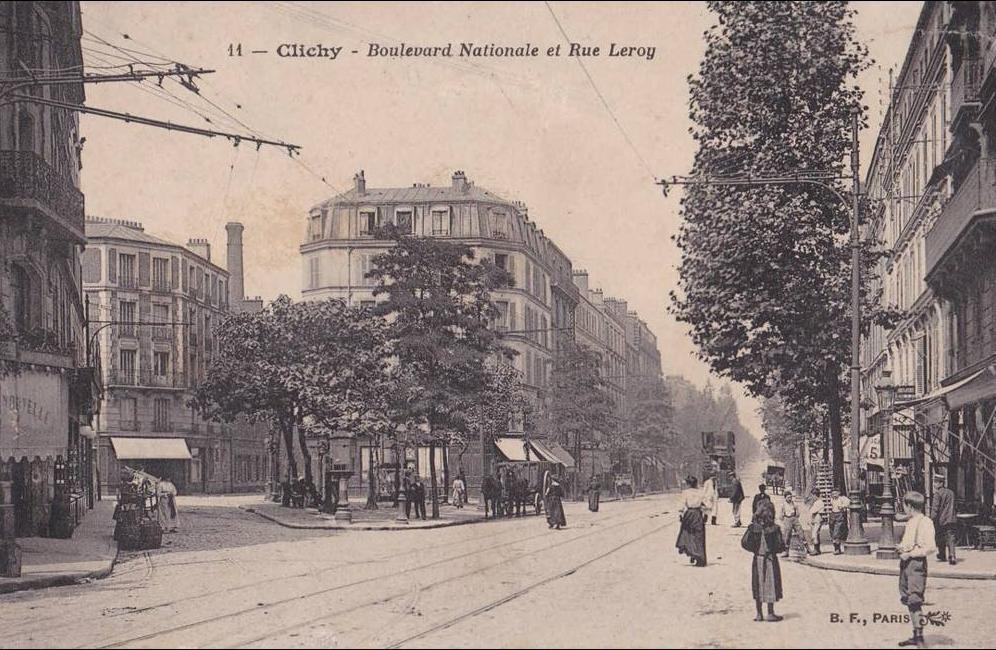
20世纪初克利希街头

“克利希”一名可能来源于此地历史上的封建领主“Cleppius”；亦有可能来源于日耳曼语单词“Klippe”，意为“悬崖”。

## 历史
公元前52年罗马人入侵高卢后，在卢泰西亚北部建立克里皮亚库姆，该市通常被认为现代克利希的城市前身。克利希最初于公元6世纪被记载于希尔佩里克一世的手记当中，中世纪时长期为巴黎附近的一处普通村落，1193年，腓力二世将克利希册封给了沙蒂永家族，以换取皮埃尔丰城堡。1429年巴黎围城战期间，法兰西军队曾将克利希作为一个据点。1612至1623年间，文生·德·保禄在此建立教堂。法国大革命后，克利希成为塞纳省的一个市镇，工业革命期间，随着巴黎的城市发展及扩张，克利希人口数量快速上升，成为巴黎北部重要的卫星城。1860年，克利希市镇范围南部的一部分被划入巴黎。1860年，尼古拉·勒瓦卢瓦在克利希境内建造工人社区，并将其命名为“勒瓦卢瓦村”（village Levallois），1867年，这一区域独立成为勒瓦卢瓦-佩雷。20世纪初，克利希人口数量已突破五万，其中相当数量为工人阶级，在1937年克利希的一次工人游行中，警察开枪扫射抗议人群，造成超过200人伤亡。

## 地理

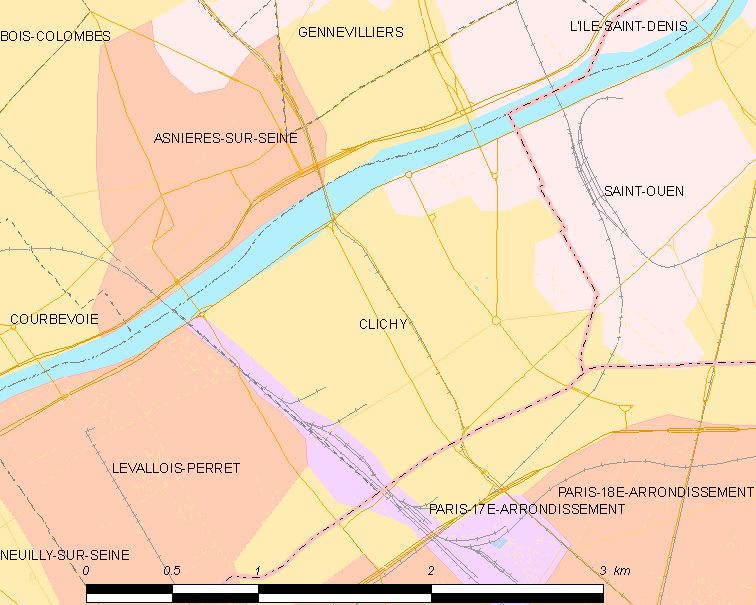
克利希市镇范围地图

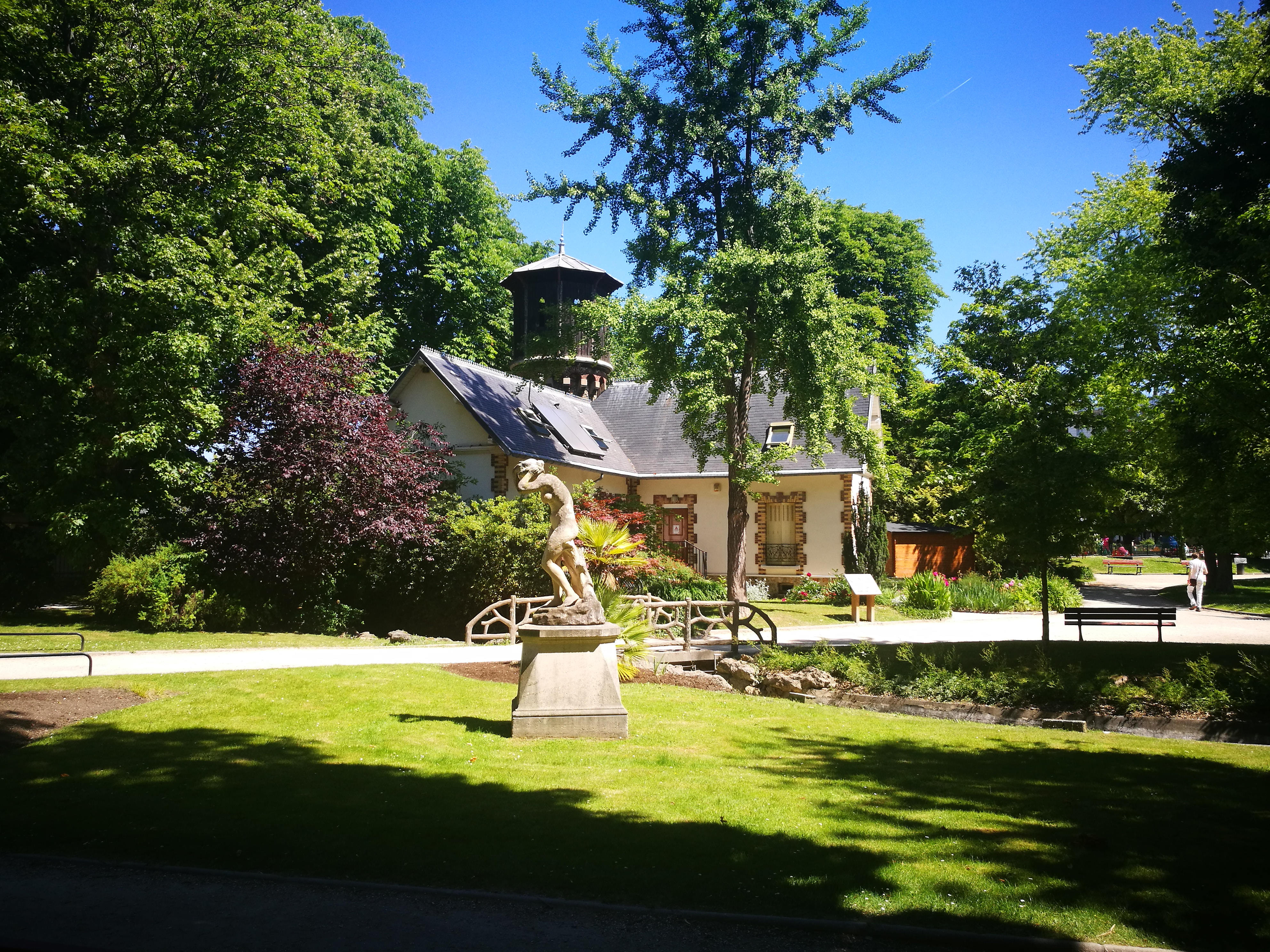
罗歇·萨朗格罗公园

克利希位于法国中北部，法兰西岛大区中北部和上塞纳省东北部，距离省会楠泰尔大约9公里。与克利希接壤的市镇包括：塞纳河畔阿涅尔、塞纳河畔圣旺、巴黎、勒瓦卢瓦-佩雷。

### 地形
克利希位于巴黎盆地腹地，境内地势平坦，全境海拔在23到35米之间。

### 水文
塞纳河干流自西南向东部流经克雷希市区北部。

### 植被
克利希属于温带落叶林区，市区内的主要绿地公园包括罗歇·萨朗格罗公园（Parc Roger Salengro）、印象派公园（Parc des Impressionnistes）等，均常年免费向公众开放。
在鲜花城市的评比中，克利希被评为3星级鲜花城市。

### 气候
克利希在柯本气候分类法中属于温带海洋性气候。
距离克利希最近的气象站为位于巴黎17区境内的巴蒂尼奥勒（Batignolles）街区，以下为该气象站的数据（其中日照数据取自勒布尔歇）：
| 巴黎1981年－2019年  | 巴黎1981年－2019年 | 巴黎1981年－2019年 | 巴黎1981年－2019年 | 巴黎1981年－2019年 | 巴黎1981年－2019年 | 巴黎1981年－2019年 | 巴黎1981年－2019年 | 巴黎1981年－2019年 | 巴黎1981年－2019年 | 巴黎1981年－2019年 | 巴黎1981年－2019年 | 巴黎1981年－2019年 | 巴黎1981年－2019年 |
| 月份                | 1月                | 2月                | 3月                | 4月                | 5月                | 6月                | 7月                | 8月                | 9月                | 10月               | 11月               | 12月               | 全年               |
| ------------------- | ------------------ | ------------------ | ------------------ | ------------------ | ------------------ | ------------------ | ------------------ | ------------------ | ------------------ | ------------------ | ------------------ | ------------------ | ------------------ |
| 历史最高温 °C（°F） | 16.5 (61.7)        | 18.5 (65.3)        | 25 (77)            | 28.5 (83.3)        | 31 (88)            | 37.5 (99.5)        | 37.5 (99.5)        | 39 (102)           | 32 (90)            | 29 (84)            | 20.5 (68.9)        | 16.5 (61.7)        | 39 (102)           |
| 平均高温 °C（°F）   | 7.7 (45.9)         | 9 (48)             | 12.9 (55.2)        | 16.4 (61.5)        | 20.3 (68.5)        | 23.4 (74.1)        | 25.7 (78.3)        | 25.7 (78.3)        | 21.7 (71.1)        | 16.8 (62.2)        | 11.2 (52.2)        | 7.7 (45.9)         | 16.5 (61.7)        |
| 日均气温 °C（°F）   | 5.5 (41.9)         | 6.3 (43.3)         | 9.5 (49.1)         | 12.3 (54.1)        | 15.9 (60.6)        | 18.8 (65.8)        | 21 (70)            | 21.1 (70.0)        | 17.4 (63.3)        | 13.7 (56.7)        | 8.9 (48.0)         | 5.7 (42.3)         | 13 (55)            |
| 平均低温 °C（°F）   | 3.4 (38.1)         | 3.7 (38.7)         | 6.1 (43.0)         | 8.2 (46.8)         | 11.6 (52.9)        | 14.3 (57.7)        | 16.4 (61.5)        | 16.6 (61.9)        | 13.3 (55.9)        | 10.4 (50.7)        | 6.6 (43.9)         | 3.7 (38.7)         | 9.5 (49.1)         |
| 历史最低温 °C（°F） | −12 (10)           | −11 (12)           | −4 (25)            | −1.5 (29.3)        | 3.5 (38.3)         | 6 (43)             | 10 (50)            | 10 (50)            | 5 (41)             | 0.5 (32.9)         | −5.5 (22.1)        | −8.5 (16.7)        | −12 (10)           |
| 平均降水量 mm（）   | 47.4 (1.87)        | 40.5 (1.59)        | 44.3 (1.74)        | 48.5 (1.91)        | 65.5 (2.58)        | 50 (2.0)           | 61.2 (2.41)        | 50.1 (1.97)        | 49.9 (1.96)        | 60.1 (2.37)        | 46.5 (1.83)        | 58.4 (2.30)        | 622.4 (24.50)      |
| 月均日照時數        | 62                 | 75.1               | 125                | 165.8              | 193.3              | 206.9              | 215.7              | 206.2              | 160.2              | 111.2              | 65.1               | 50.8               | 1,637.3            |
| 来源：infoclimat.fr |                    |                    |                    |                    |                    |                    |                    |                    |                    |                    |                    |                    |                    |

## 行政区划
克利希是法国法兰西岛大区上塞纳省的一个市镇，编号为92024。克利希隶属于楠泰尔区和上塞纳省第五选区，管理克利希县，同时也是大巴黎都会区和塞纳河北部湾公共土地管理局的组成部分。
法国国家统计与经济研究所（简称）在进行数据统计时，将克利希设为巴黎城市区的一部分。自2020年起，巴黎城市区被包含1,949个市镇的巴黎城市辐射区代替。此外，还将克利希市镇分为了22个“块区”（IRIS），以便于统计人口分布情况。

## 交通

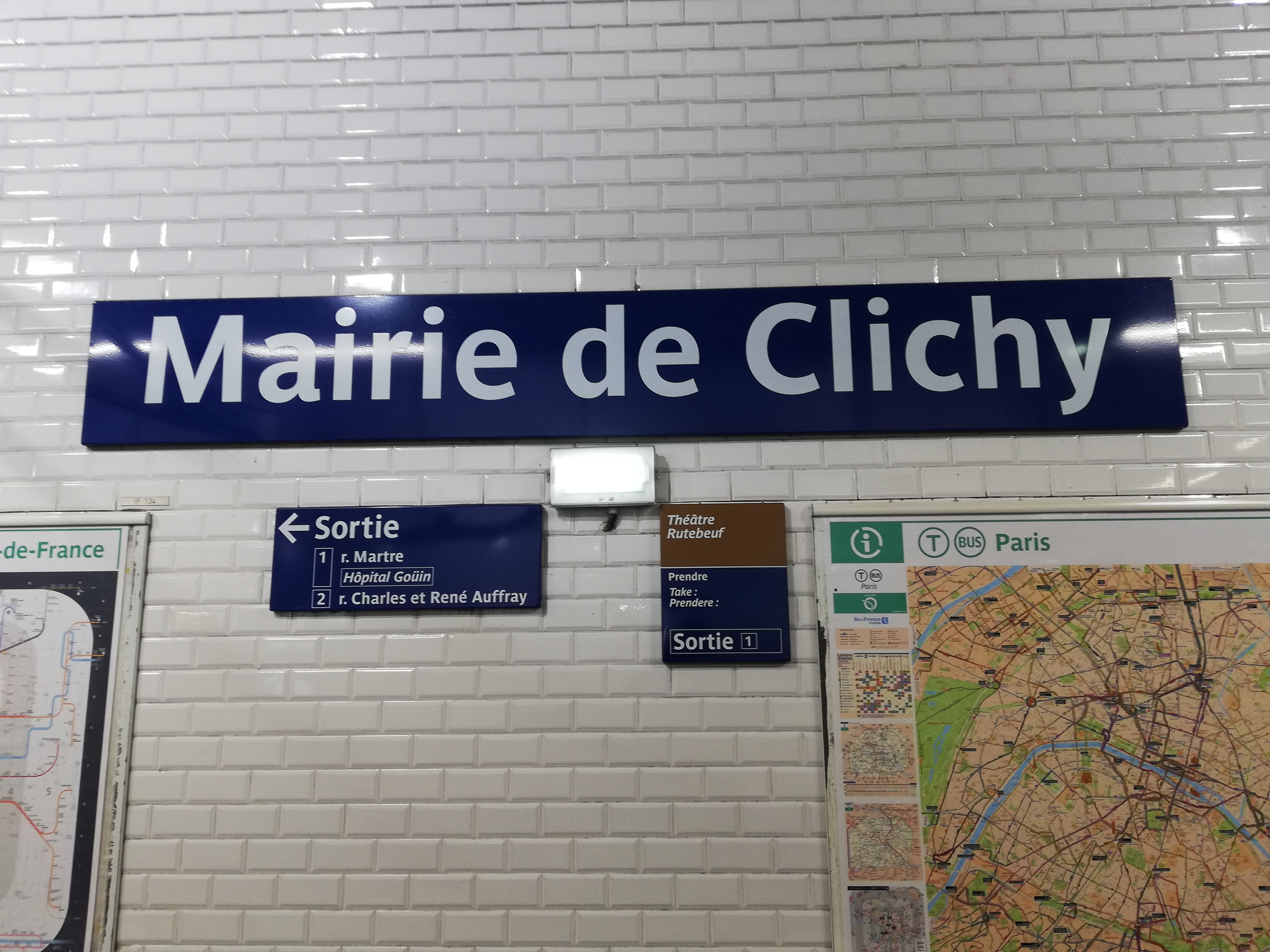
克利希市政府地铁站站牌

### 道路
克利希境内均为城市化道路，配有排水、照明、人行道等设施，其中部分街道可沿街停靠社会车辆。
2017年，41.3%的克利希家庭拥有至少一辆私人汽车。2019年，克利希境内共发生各类交通事故81起，造成1人遇难，90人受伤。

### 对外交通
距离克利希最近的长途汽车站、长途客运铁路车站和民用航空站分别为马约门汽车站、巴黎圣拉扎尔站和巴黎戴高乐机场，距离克利希市中心的公路里程分别为2.8公里、2.9公里和28公里。

### 城市公共交通
| 途经克利希境内的主要公共交通线路 |        | |
| 类型                             | 运营商 | 线路 |
| 地铁                             | RATP   | - ：莱库尔蒂耶 ↔ 克利希市政府 ↔ 圣拉扎尔 ↔ 荣军院 ↔ 蒙帕纳斯-比安维纽 ↔ 沙蒂永-蒙鲁日 |
| 公共汽车                         | RATP   | - 54：巴黎-奥贝维利耶门 ↔ 克利希市政府 ↔ 塞纳河畔阿尼耶尔-加布里埃尔·佩里 - 66：巴黎-歌剧院 ↔ 勒克莱尔-维克多·雨果 ↔ 圣旺 - 74：巴黎-沙特雷 ↔ 克利希-塞纳河湾 - 138：圣旺站 ↔ 共和国-弗朗索瓦·密特朗 ↔ 埃尔蒙-欧博讷站 - 140：阿让特伊站 ↔ 克利希港 ↔ 圣旺市政厅 - 173：拉库尔讷沃站 ↔ 圣旺站 ↔ 勒克莱尔-维克多·雨果 ↔ 克利希门 - 174：圣旺站 ↔ 克利希市政府 ↔ 拉德芳斯 - 274：巴黎/塞纳河畔讷伊-泰尔讷门 ↔ 克利希市政府 ↔ 圣但尼站 - 341：巴黎-克利尼昂库尔门 ↔ 皮埃尔街 ↔ 富尼耶 ↔ 巴黎-戴高乐将军-星星 - 574：克利希市政府（区域环线） |
| 1.                               |        | |

除此之外，克利希周边的通勤铁路车站还有法兰西岛大区快铁C线的圣旺站和法兰西岛大区铁路L线的克利希-勒瓦卢瓦站。

## 政治

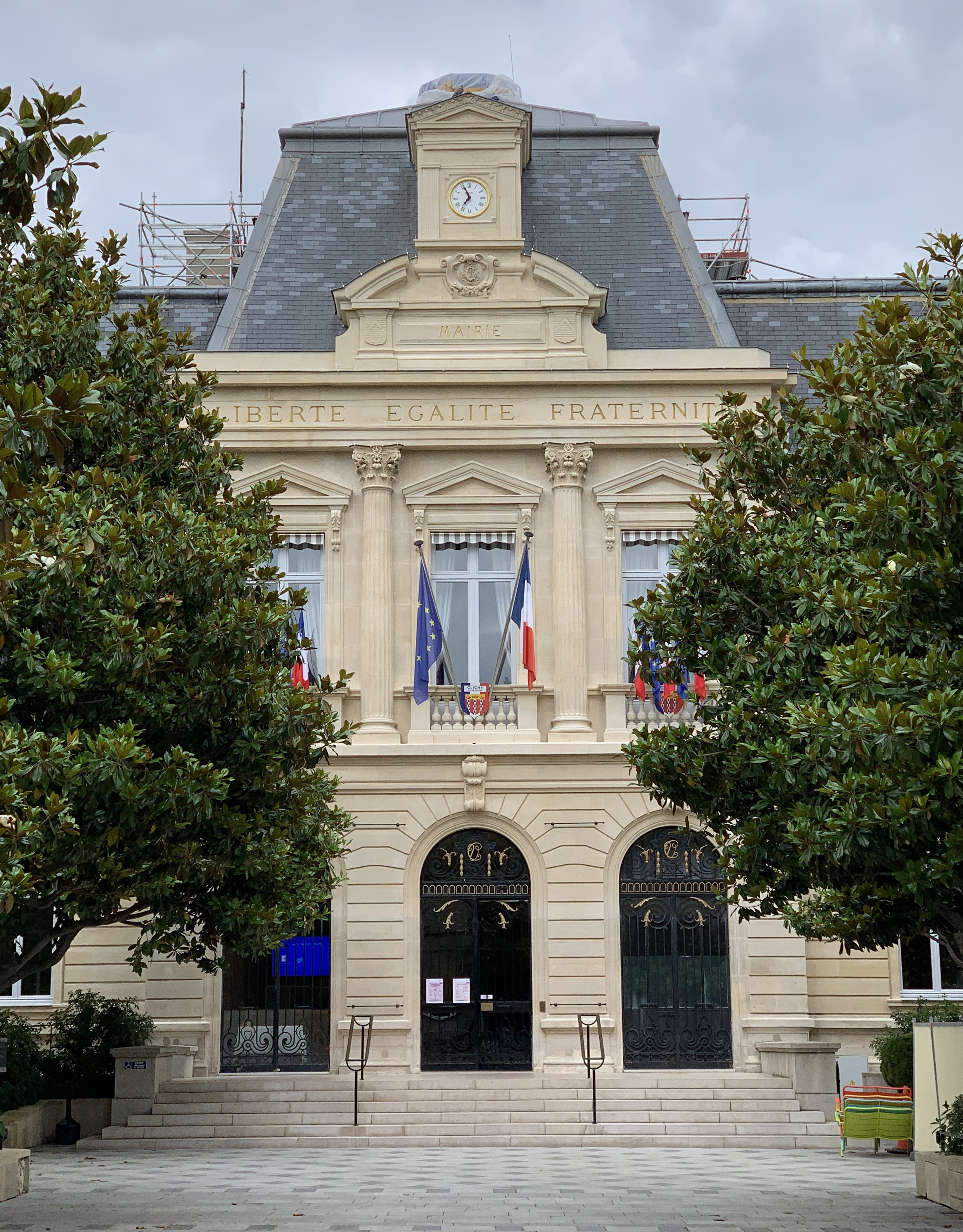
克利希市政厅

克利希的现任市长为雷米·米佐先生（Rémi Muzeau），他是一名右翼无党派人士，在2020年的市政选举中获得了51.94%的支持率。
在2017年的法国总统大选中，法国第25任总统埃马纽埃尔·马克龙在克利希获得了86.52%的支持率。
| 克利希历届市长 |               |                                |
| 任期           | 市长          | 党派                           |
| 1944年－1945年 | 乔治·勒维兰   | SFIO工人国际法国支部           |
| 1945年－1947年 | 让·梅尔西耶   | PCF法国共产党                  |
| 1947年－1977年 | 乔治·勒维兰   | SFIO工人国际法国支部 →PS社会党 |
| 1977年－1983年 | 加斯东·罗什   | PS社会党                       |
| 1983年－1984年 | 雅克·德洛尔   | PS社会党                       |
| 1985年－2015年 | 吉勒·卡图瓦尔 | PS社会党                       |
| 2015年－       | 雷米·米佐     | LR共和黨 →DVD右翼无党派人士    |

## 人口
2018年，克利希市镇人口数量为62,485，在法国排名第91位。其中男性29,481人，女性31,589人，75岁及以上人口占4.5%，外籍人口数量为17,843人，人口密度为20,287人/平方公里，当地居民被称为（男性）或（女性）。2019年，克利希境内出生869人，死亡人口277人。
| 年份   | 1936   | 1946   | 1954   | 1962   | 1968   | 1975   | 1982   | 1990   | 1999   | 2006   | 2011   | 2016   | 2018   |
| ------ | ------ | ------ | ------ | ------ | ------ | ------ | ------ | ------ | ------ | ------ | ------ | ------ | ------ |
| 人口數 | 56,475 | 53,029 | 55,591 | 56,316 | 52,477 | 47,764 | 46,895 | 48,030 | 50,179 | 57,162 | 59,458 | 60,387 | 62,485 |

## 经济
克利希是一个区域性的中心城市，当地共有各类用人单位11,868家，平均历史为13年，其中93.47%为中小型企业（PME）。（大型零售）、（车辆租赁）及（销售）是当地2019年营业额最高的三个企业，分别为4,206,037,000欧元、1,424,736,537欧元和675,055,000欧元。

## 财政收入
2019年，克利希的财政收入总额为140,694,000欧元，财政支出总额为130,731,000欧元，当年的债务总额为118,212,000欧元。2020年，克利希共获得2,273,951欧元的国家财政补助，比上一年减少了0.1%。
2017年，克利希的人均月收入总额为2,564欧元，其中高级职员为3,800欧元，低于法国平均水平（4,214欧元）；中级职员为2,380欧元，高于法国平均水平（2,353欧元）；普通职员为1,775欧元，亦高于法国平均水平（1,690欧元）。
2017年，克利希境内的青壮年（15至64岁）失业率为13.9%，当地54.6%的家庭拥有纳税资格，平均纳税4,171欧元，高于法国平均水平（3,888欧元）。

## 社会事务

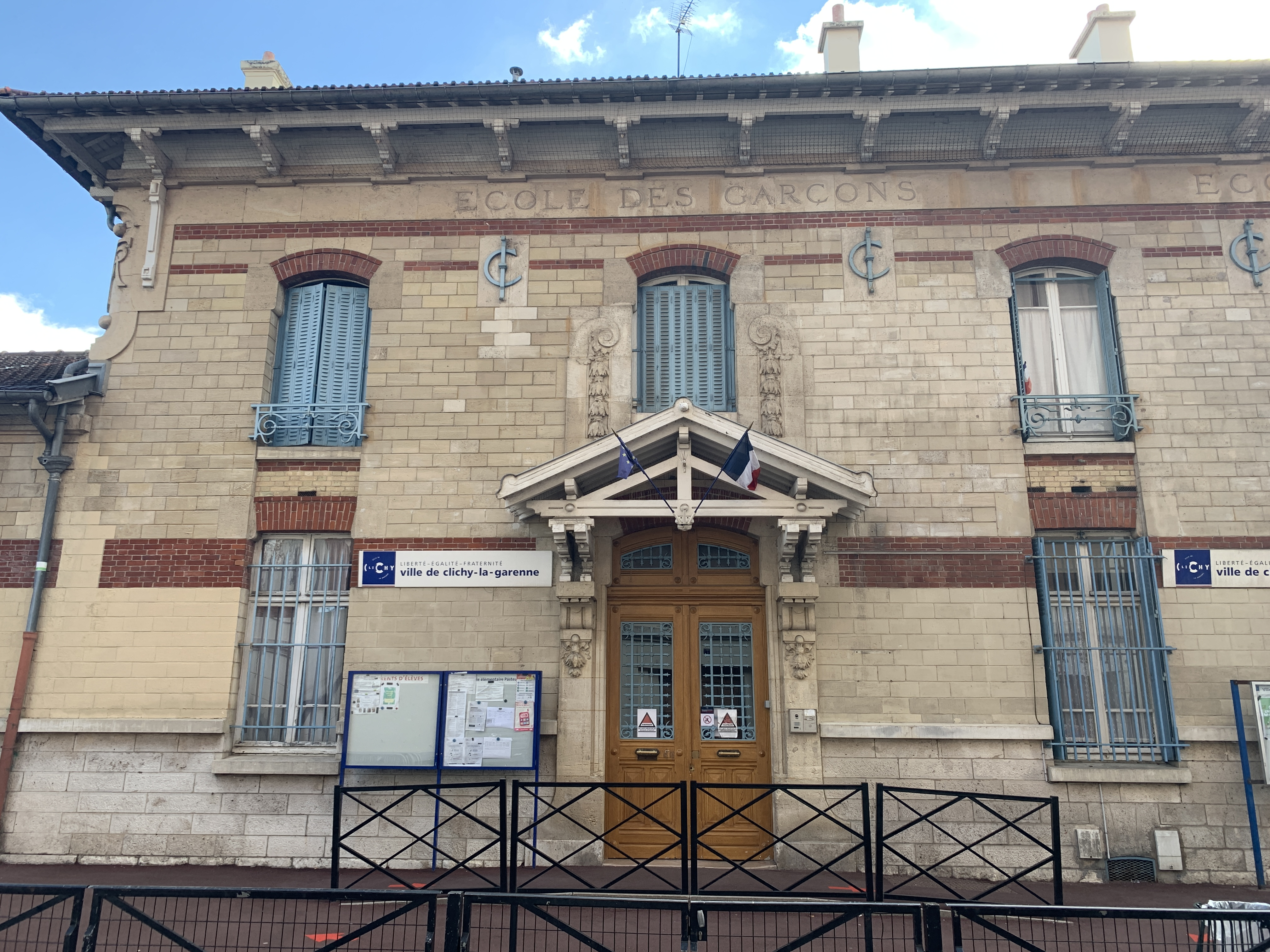
路易·巴斯德小学

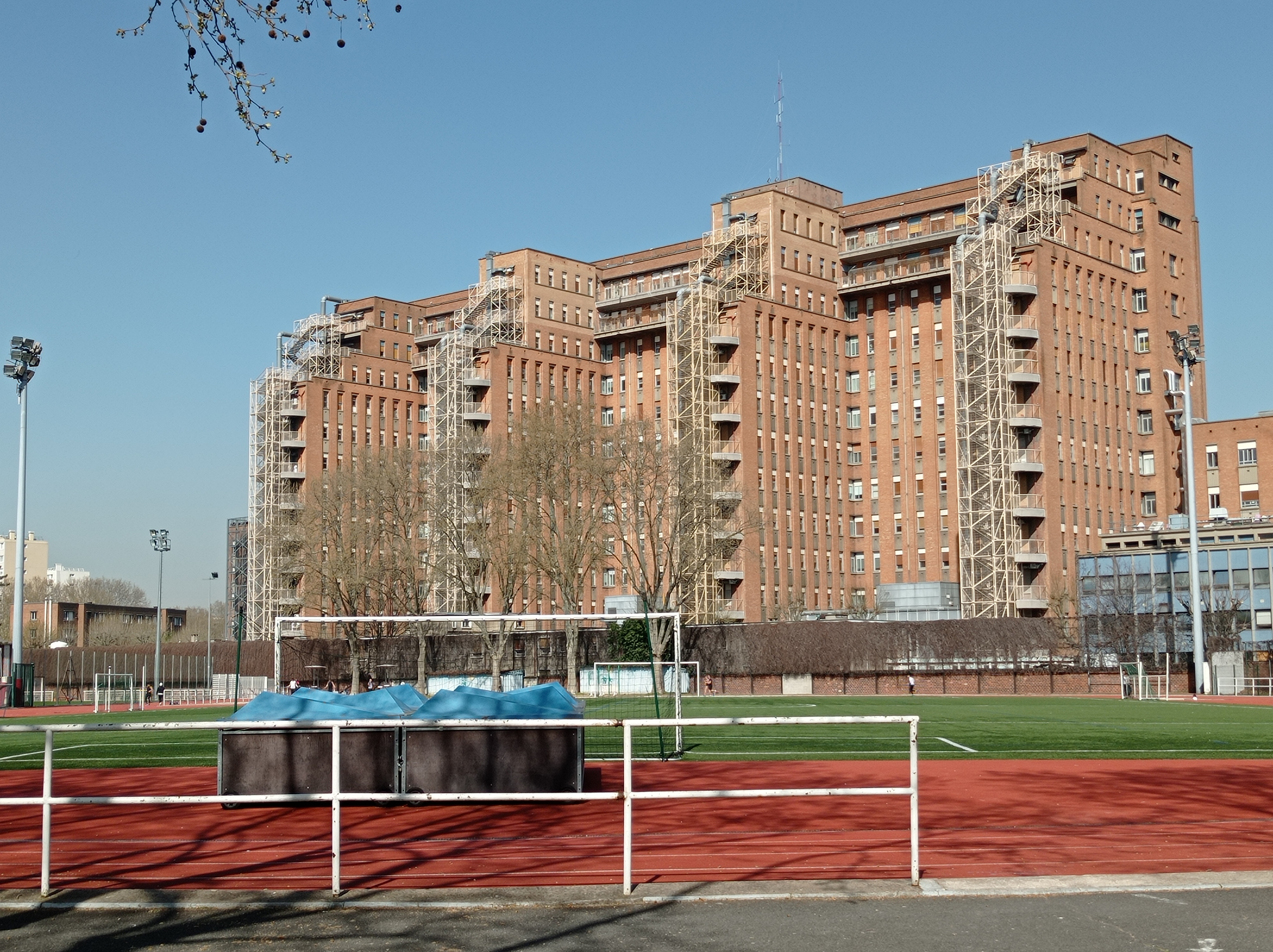
博容医院

### 教育
克利希属于凡尔赛学区。截止2019年1月1日，克利希境内共有11所幼儿园、11所小学、3所初级中学和2所普通高中。2018至2019学年度，克利希境内共有在校中等教育阶段学生4,401名。

### 医疗
截止2019年1月1日，克利希境内共有全科医生32名、保健师39名、牙医41名、护士31名、耳科医生3名、眼科医生4名、皮肤科医生3名、助产士5名、儿科医生2名和妇科医生2名。境内共有药房22家、养老院3家、残疾人帮扶中心3家。
博容医院（Hôpital Beaujon）位于克利希市区，设有床位394个，是当地规模最大的公立综合性医院。

### 住房
2017年，克利希境内共有各类住房31,067套，其中1.1%为独立式居民区，97%为集中式居民区。常住房屋占克利希市镇范围内居民建筑总量的89.8%。
在住房保障政策方面，2017年，克利希境内共有7,137户家庭获得了住房经济补助，受益人数占总人口数量的11.7%，其中7,058份为房租补助。

### 商业
2019年，克利希境内共有各类实体商铺1,652家，其中餐厅355家、大型超市16家、杂货店57家、面包房42家、肉铺24家、书店12家、装饰品店7家、银行门店21家、美容美发店73家、汽车维修店43家。市中心建有家乐福、Franprix、Monoprix等便民超市。

### 体育
2019年，克利希境内共有1家游泳池、7间体育馆、2座综合体育场、9处网球场、2处足球或橄榄球场以及3处篮球或排球场。
截至2021年4月，克利希境内共有三家注册足球俱乐部，其中包括一支五人制足球队。

### 环境
克利希的环境事务由其所属的公共社区负责。2019年，克利希境内共有5家污染企业。

### 治安
2019年，克利希市镇范围内共有3处派出所。
2014年，克利希及附近地区共发生各类案件4,681起，其中盗窃类案件2,951起，经济类案件527起，毒品交易类案件125起。

## 文化
2019年，克利希境内共有1家剧场、1家电影院和1家音乐厅。克利希市政府提供多媒体中心，向公众全年开放。

### 建筑
克利希境内有多处历史建筑，其中克利希圣梅达尔教堂为法国国家文物保护单位，此外当地还有大量现代建筑物。

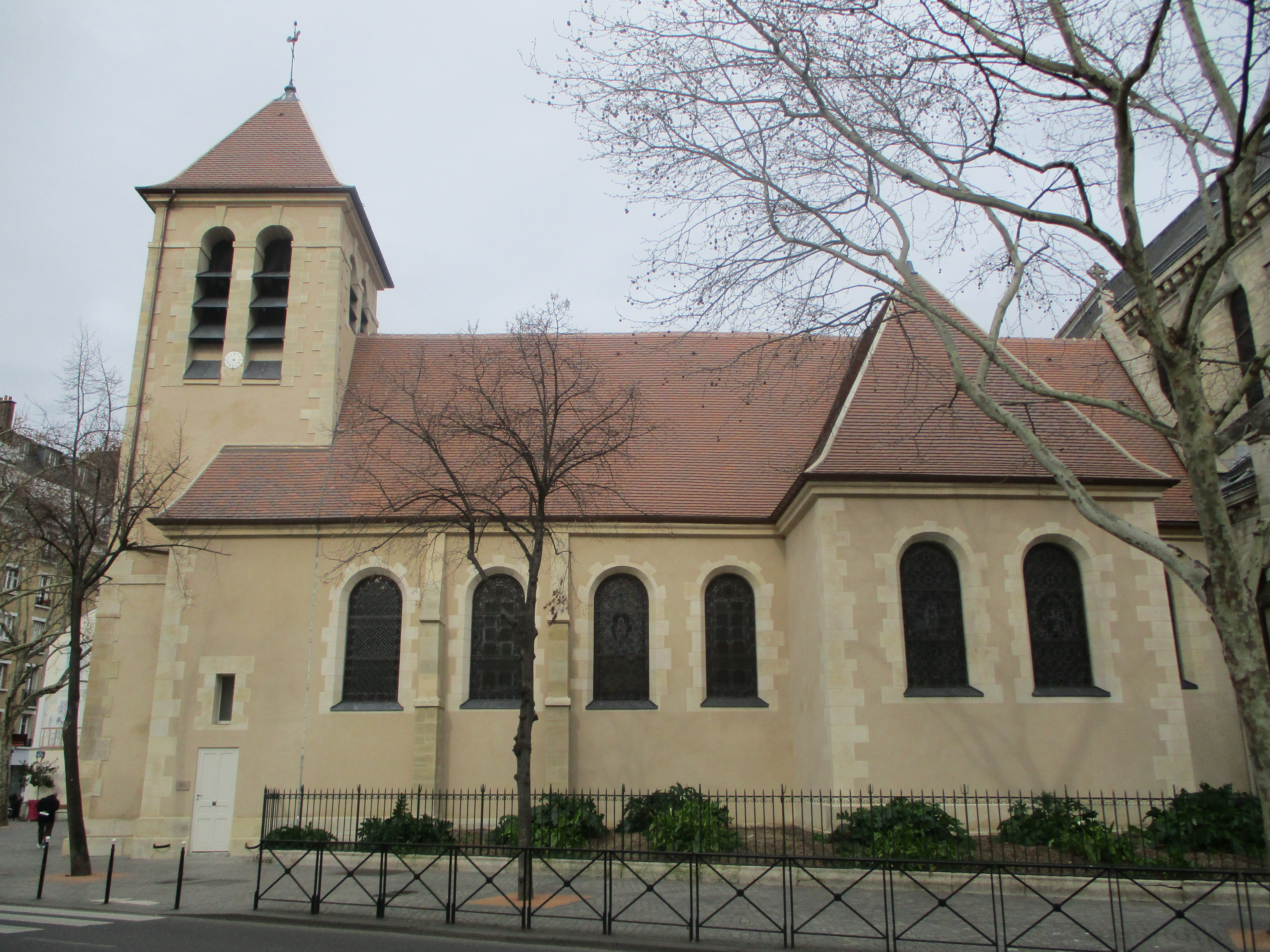
圣梅达尔教堂（法语：Église Saint-Médard de Clichy）
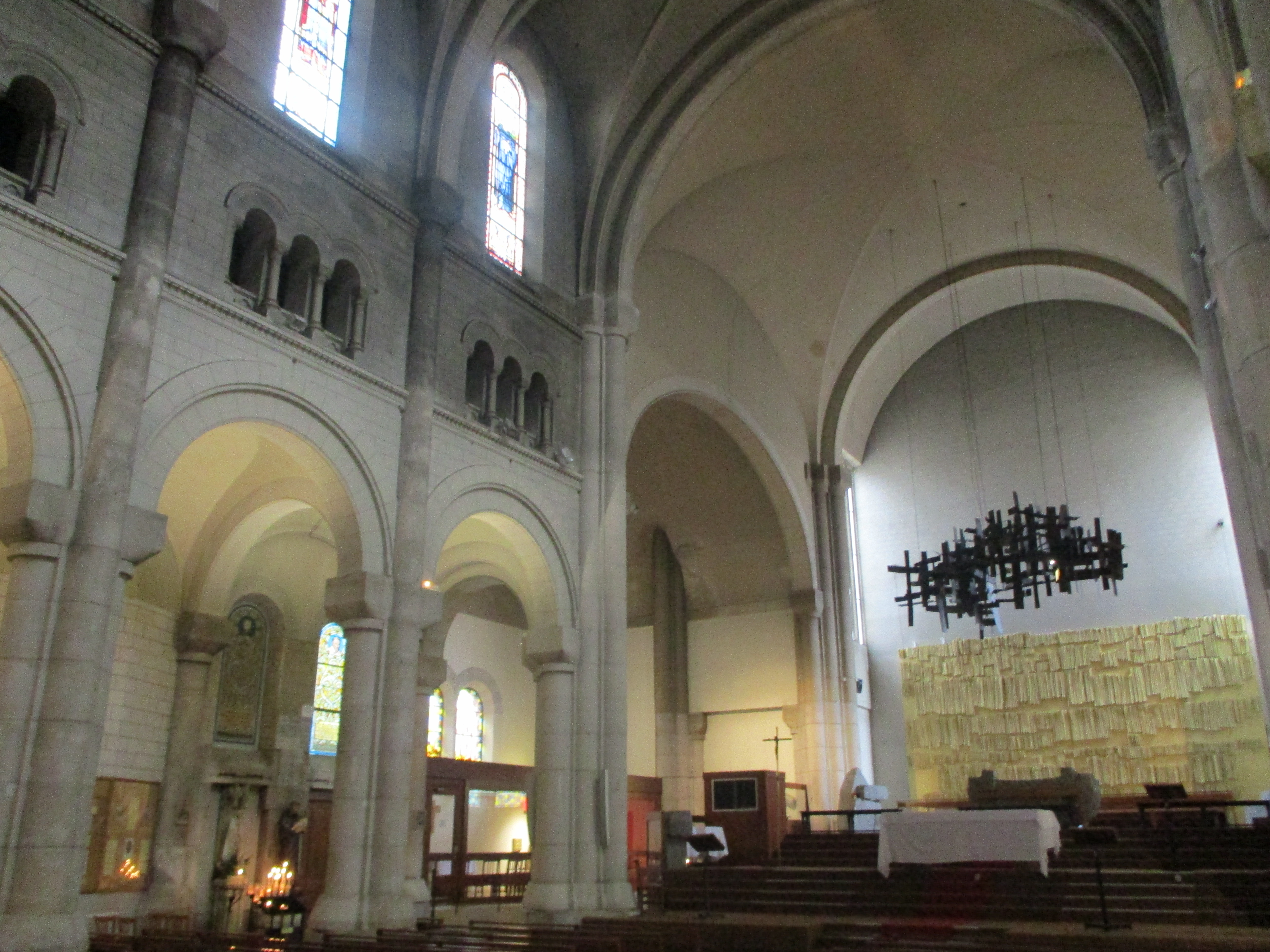
教堂内部
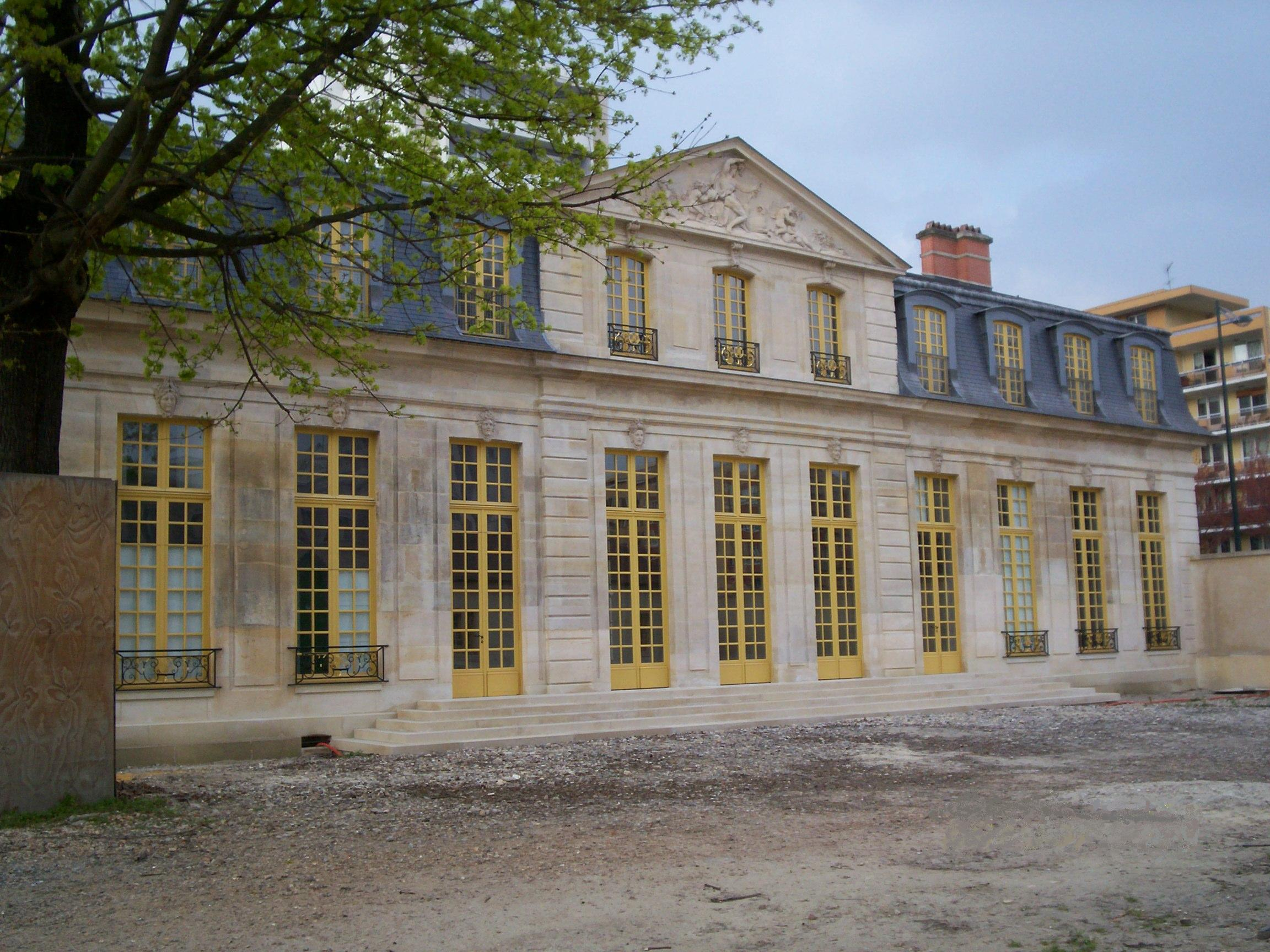
旺多姆仓库旧址
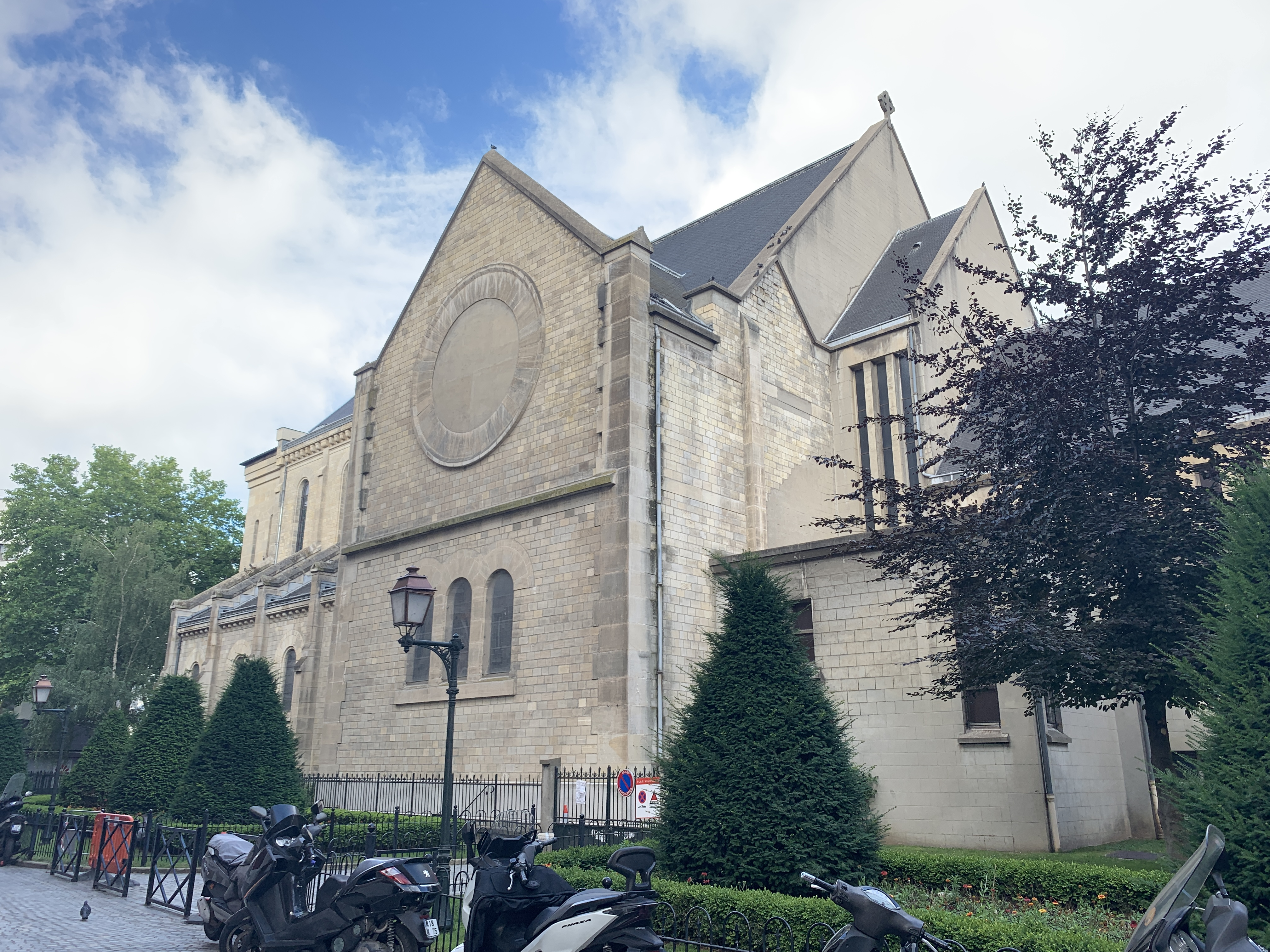
圣樊尚德保罗教堂
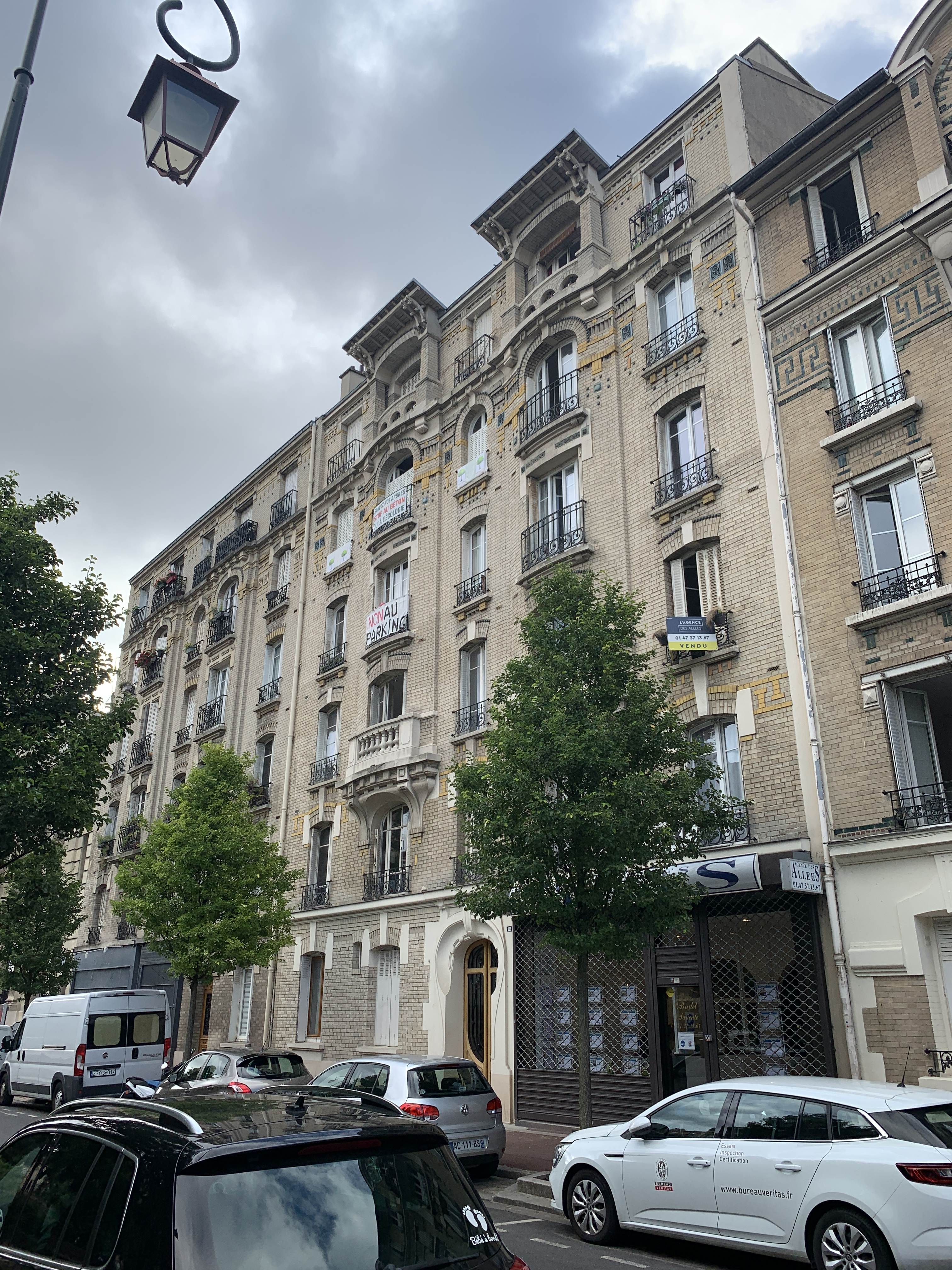
集中式居民建筑
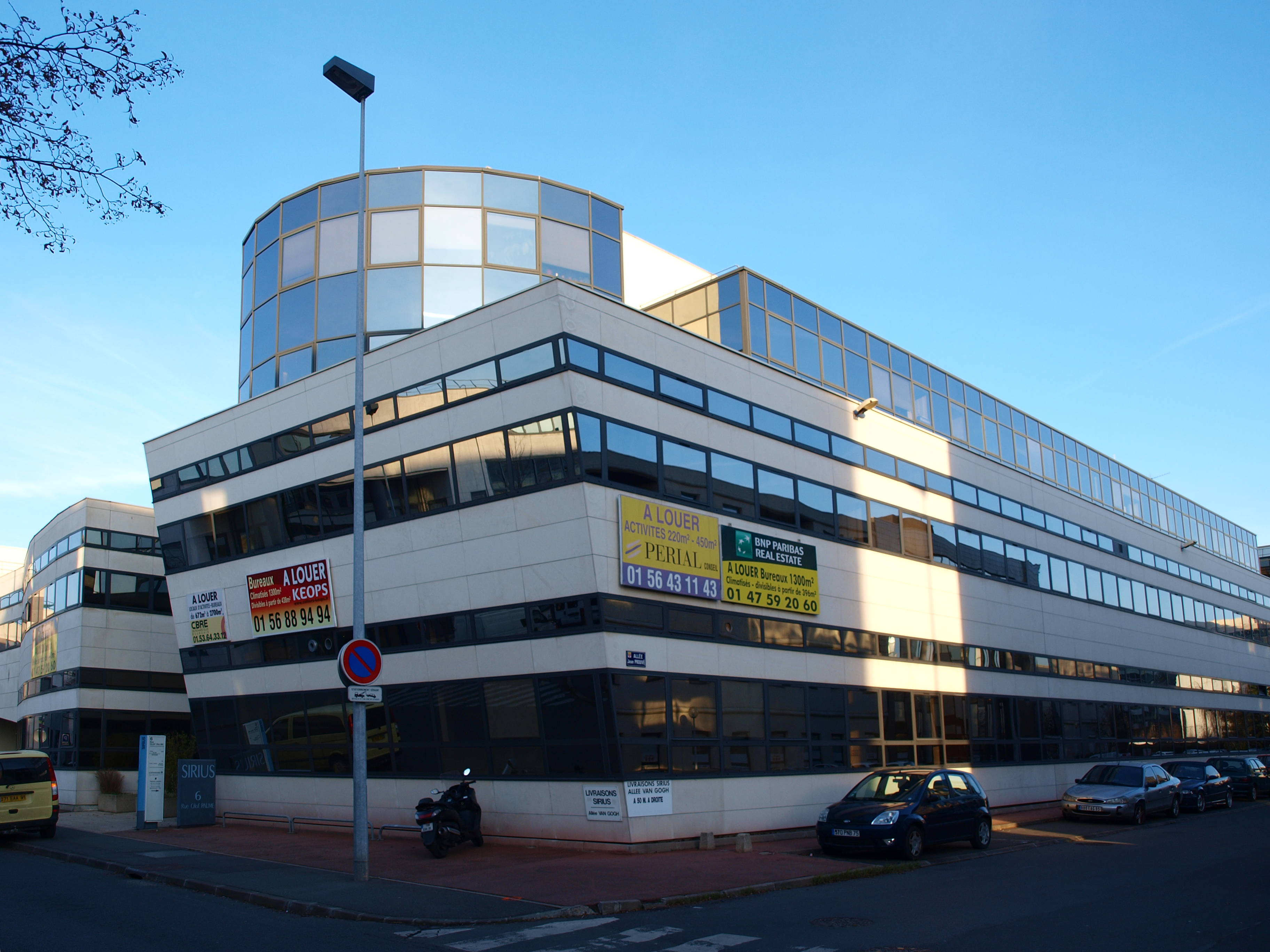
现代办公楼

### 旅游
克利希的旅游事务由其所属的公共社区负责。2020年，克利希境内共有14家宾馆共计967间房间。

### 媒体
法国主要的媒体均可在克利希接收，法国电视三台下属的法兰西岛大区频道在部分时段播出克利希所属区域的地方新闻。

## 相关人物
法国诗人勒内·阿尔科斯、舞者拉·古留、女演员玛丽娜·夫拉迪、政治家湯瑪斯·皮克提出生于克利希。

## 友好城市
截至2021年4月，克利希共与五座城市互为友好城市关系：
- 德国 海登海姆
- 奥地利 聖帕爾滕
- 葡萄牙 圣蒂尔苏
- 西班牙 鲁维
- 英格兰 萨瑟克